# Teràsia
Teràsia esposa de sant Paulí de Nola, fou una rica dama hispano-romana, que segurament tenia possessions a la zones de Saragossa i també a Tarragona i Barcelona.
Van tenir un fill anomenat Cels que morí als vuit dies d'haver nascut i fou enterrat a Complutum (actual Alcalá de Henares), on llavors residien els seus pares. La mort del seu fill i altres desgràcies familiars propiciaren que emprenguessin un camí d'allunyament del món, d'oració i de penitència.
Es traslladaren a Barcelona on, per aclamació del poble, Paulí fou ordenat de prevere, pel bisbe Lampi, el dia de Nadal de l'any 393 segons J.Desmulliez o del 394 segons P.Fabre. Teràsia anà a Nola amb el seu espòs i per una carta que els va trametre sant Jerònim sabem que a la primavera del 395 ja eren a Nola. Es creu que Teràsia morí abans de l'any 409 quan Paulí fou nomenat bisbe de Nola.